# فهرست سفیران ایران در فنلاند
کشور فنلاند در سال ۱۹۱۷ مستقل شد و ایران یک سال بعد آن را به رسمیت شناخت. شانزده سال بعد در سال ۱۹۳۴ فنلاند Angora Aarno Yrjö-Koskinen را به عنوان سفیر خود در ایران انتخاب کرد.
از سوی دیگر از سال ۱۳۰۴ ایران ابتدا سفرای خود در لهستان، روسیه و سپس در سوئد را در فنلاند سفیر اکردیته قرار داد. در بهمن ماه ۱۳۴۳ نمایندگی‌های سیاسی دو کشور به درجهٔ سفارت کبری ارتقا یافت.

## فهرست سفیران
- همایون سمیعی (۱۳۴۹)[۴]
- عباس امیرانتظام (مرداد ۱۳۵۸–۲۸ آذر ۱۳۵۸) سفیر در کشورهای اسکاندیناوی (سوئد، نروژ، فنلاند، دانمارک، ایسلند)
- عبدالرحیم گواهی (۱۳۵۹) سفیر در کشورهای اسکاندیناوی[۵]
- محمدرضا دخانچی (۱۳۶۷-۱۳۷۰)[۶][۷]
- سید علی محمودی (۱۳۷۰-۱۳۷۴)[۸][۹]
- محمود بروجردی (۱۳۷۴–۱۳۷۸)
- سید عباس عراقچی (۱۳۷۸–۱۳۸۲)
- جواد کچوئیان فینی (۱۳۸۲–۱۳۸۵)
- رضا نظرآهاری (۱۳۸۵–۱۳۸۸)[۱۰]
- سید رسول موسوی (۱۳۸۸–۱۳۹۳)[۱۱]
- کامبیز جلالی (۱۳۹۳–۱۳۹۷)
- محمدمهدی آخوندزاده (۱۳۹۷–۱۳۹۸)
- فروزنده ودیعتی (۱۳۹۸–۱۴۰۲)[۱۲]
- معصومه آباد (۱۴۰۲–۱۴۰۳)[۱۳][الف]
- حسین ملاعبداللهی (۱۴۰۲-۱۴۰۳) رئیس نمایندگی[۱۴]
- جواد آقازاده خوئی (۱۴۰۳–تاکنون)[۱۵][۱۶]

## یادداشت
1. ↑  معصومه آباد در رسانه‌ها به عنوان سفیر ایران در فنلاند معرفی شد اما هیچ خبری از تقدیم استوارنامه در فنلاند یا حضور او در سفارت ایران در هلسینکی فنلاند منتشر نشد.